# 川田村 (群馬県)
川田村（かわだむら）は、群馬県の北部、利根郡に属していた村である。

## 地理
- 山 - 子持山
- 河川 - 利根川

## 歴史
- 1889年（明治22年）4月1日 - 町村制施行により、上川田村、下川田村、今井村、屋形原村、岩本村の5村が合併し、川田村が成立する。
- 1954年（昭和29年）4月1日 - 利根郡沼田町、利南村、池田村、薄根村と合併し、沼田市を新設する。

## 行政

### 歴代村長
| 氏名       | 認可／任命／当選年月日 | 満期／退職年月日 | 生年月日        | 備考           |
| ---------- | ---------------------- | ---------------- | --------------- | -------------- |
| 黒岩佐太夫 | 明治22年5月20日        | 明治26年5月19日  | 安政3年10月23日 |                |
| 今井惣作   | 明治26年5月22日        | 明治30年5月21日  | 弘化4年7月25日  |                |
| 深津寅吉   | 明治30年5月27日        | 明治42年5月28日  | 元治元年2月14日 |                |
| 黒岩佐太夫 | 明治42年6月12日        | 大正3年6月12日   | 安政3年10月23日 | 病気退職       |
| 黒岩佐善太 | 大正3年7月16日         | 大正11年7月18日  | 明治10年9月2日  |                |
| 青柳佐健吾 | 大正11年7月26日        | 昭和2年10月26日  | 明治9年6月14日  | 退職           |
| 藤塚雄二郎 | 昭和2年10月30日        | 昭和7年2月11日   | 明治13年4月20日 | 死亡           |
| 大竹佐源   | 昭和8年3月14日         | 昭和11年9月8日   | 明治30年5月22日 | 死亡           |
| 黒岩佐太夫 | 昭和11年12月1日        | 昭和21年1月25日  | 明治41年2月6日  | 退職           |
| 見城孫治郎 | 昭和21年2月1日         | 昭和23年4月25日  | 明治13年4月10日 | 退職           |
| 生方己代次 | 昭和23年5月20日        | 昭和27年5月19日  | 明治29年1月13日 |                |
| 平井秀一   | 昭和27年5月20日        | 昭和29年3月31日  | 明治42年9月27日 | 合併により廃止 |

## 地域

### 教育

#### 中学校
- 川田村立川田中学校

#### 小学校
- 川田村立川田小学校
  - 上川田分校
  - 屋形原分校
  - 岩本分校

## 交通
- 上越線岩本駅